# Двулистна платантера
Двулистна платантера (Platanthera bifolia) е вид тревиста орхидея.

## Описание
Многогодишно тревисто растение с 2 кръгли или удължени грудки. На височина достига от 15 до 50 см. Листата са зелени без петна.
Устната е удължена езическо, жълто-зелена. Шпората е с дължина 13 – 25 мм, заострена. Двулистната платантера е насекомоопрашвано растение.

## Разпространение
Обитава нискотревни ливади, разслетвени гори и отворени горски участъци. Широко разпространен вид, срещащ се в умерената зона на Евразия, по рядък в южните части. В България видът се среща в цялата страна.